# Haapajärvi (sjö i Vetil, Mellersta Österbotten)
Haapajärvi är en sjö i kommunen Vetil i landskapet Mellersta Österbotten i Finland. Sjön ligger 83,4 meter över havet. Arean är 1,02 kvadratkilometer och strandlinjen är 8,3 kilometer lång. Sjön  ingår i Perho å huvudavrinningsområde.   Den ligger omkring 59 kilometer sydöst om Karleby och omkring 360 kilometer norr om Helsingfors. 
I sjön finns öarna Salakari och Pukkisaari. 